# Blepharoa chionidia
Blepharoa chionidia là một loài bướm đêm trong họ Noctuidae.